# 李詠箑
李詠箑（？—），女，中华人民共和国政治人物，中国共产党党员，世界贸易组织法资深专家。曾任商务部党组成员、国际贸易谈判副代表（副部长级）。

## 生平
1994年本科毕业于北京外国语大学，2001年在对外经济贸易大学获得硕士学位。
长期以来在商务部条约法律司任职，历任副处长、处长、副司长、司长。
2024年6月，出任商务部国际贸易谈判副代表，至2025年7月卸任。